# Hirn-Traumata beim Fußball
Hirn-Traumata (siehe auch Schädel-Hirn-Traumata) beim Fußball sind Verletzungen des Gehirns, die im Zusammenhang mit aktivem Fußball-Spielen entstehen. Sie stellen 4 % bis 22 % aller Verletzungen beim Fußball dar und können auch auftreten, ohne dass dabei eine Wunde, Abschürfung oder Schwellung am Kopf vorliegt.

## Entstehung
Fußball ist eine Kontaktsportart, und eine Teilnahme an diesem Sport birgt teils erhebliche Risiken für die Gesundheit, sowohl durch Spieler-Spieler-Kontakt als auch durch häufiges Kopfballspielen. Fußballbedingte Kopfverletzungen umfassen Gehirnerschütterungen oder Kopfprellungen und resultieren in den meisten Fällen direkt aus einem Schlag oder Stoß gegen den Kopf (Kontaktkräfte). Aber auch eine starke Beschleunigung oder Abbremsung anderer Körperteile, bei der die Trägheitskräfte auf das Gehirn übertragen werden, kann im Gehirn Schaden anrichten. Infolge der Gehirnerschütterungen, die als leichte Hirnverletzungen zu sehen sind, können auch gravierende Schädigungen wie chronisch-traumatische Enzephalopathie (CTE) auftreten.
Eine intensive sportliche Betätigung im Fußball kann auch zu kognitiven Beeinträchtigungen führen. Bei professionellen niederländischen Fußballspielern wurden während neuropsychologischer Tests schlechtere kognitive Leistungen gefunden als in der Kontrollgruppe. Dabei ergab sich eine Korrelation zwischen der Anzahl der Kopfbälle und dem schlechteren Abschneiden im Test. Stürmer und Verteidiger waren darüber hinaus stärker betroffen als Mittelfeldspieler.
1989 wurden die Gehirne von 33 ehemaligen Fußballspielern der Norwegischen Nationalmannschaft mittels Computertomographie untersucht. Bei einem Drittel der Spieler wurden cerebrale Atrophien gefunden, die, so wurde vermutet, durch wiederholte kleine Kopfverletzungen entstanden sind, in erster Linie über das Kopfballspiel. Zwei Jahre später wurden bei 30 (81 %) von 37 ehemaligen norwegischen Nationalspielern in ausführlichen psychologischen Tests milde bis schwere Defizite bezüglich Aufmerksamkeit, Konzentration, Gedächtnis und Urteilsvermögen aufgezeigt, die laut der Autoren wahrscheinlich kumulativ durch wiederholte Hirn-Traumata nach Kopfbällen entstanden sind.
Im Jahr 2013 wurde eine Magnetresonanztomographie-Studie veröffentlicht, in der bei 39 Amateur-Fußballspielern mit einem medianen Alter von 31 Jahren mikrostrukturelle Veränderungen in der weißen Substanz des Gehirns sowie kognitive Veränderungen mit der Kopfballhäufigkeit in Zusammenhang gebracht wurden. Alle Spieler waren seit ihrer Kindheit aktiv und hatten 885–1550 Kopfbälle pro Jahr gespielt. Spieler mit mehr als 1800 Kopfballstößen schnitten in Gedächtnistests schlechter ab. Die Untersuchungen, durchgeführt am Gruss Magnetic Resonance Research Center (MRRC) des Albert Einstein College of Medicine in New York, ergaben signifikant geringere Wasserbewegungen in drei Hirnarealen. Die Untersuchungen wurden mithilfe der Diffusionsgewichteten Magnetresonanztomographie (DW-MRI bzw. DTI für Diffusion Tensor Imaging) durchgeführt, einem bildgebenden Verfahren, mit dem die Diffusionsbewegung von Wassermolekülen im Körpergewebe gemessen und räumlich aufgelöst darstellt wird. DW-MRI wird in erster Linie bei Gehirnuntersuchungen eingesetzt. Das Diffusionsverhalten im Gewebe des zentralen Nervensystems ist bei einigen Erkrankungen charakteristisch verändert, und die Richtungsabhängigkeit der Diffusion erlaubt Rückschlüsse auf den Verlauf großer Nervenfaserbündel (Traktographie), etwa in der weißen Substanz der Hirnrinde.
Dass häufiges Kopfballspielen zu gehirnerschütterungsartigen Problemen führt, zeigte sich in einer 2017 veröffentlichten Studie an 222 Amateurfußballspielern (175 Männer, 47 Frauen), die über einen zweiwöchigen Zeitraum die Häufigkeit ihrer Kopfbälle protokollierten und gleichsam eventuell auftretende Gehirnerschütterungs-Symptome notierten. Im Schnitt hatte jeder Spieler 44 und jede Spielerin 27 Kopfballkontakte. Pro Spiel köpfte jeder Versuchsteilnehmer durchschnittlich 5,3 Mal. Diejenigen Spieler im obersten Viertel, also die mit den meisten Kopfballkontakten, berichteten dreimal häufiger gehirnerschütterungsartige Symptome wie Schmerzen, Schwindelgefühle und Benommenheit als die Spieler im untersten Viertel.

## Amyotrophe Lateralsklerose (ALS)
Bei Fußballprofis kommt die Motoneuronerkrankung Amyotrophe Lateralsklerose (ALS), auch Lou-Gehrig-Syndrom genannt, gehäuft vor. An der Universität Turin wurden die Krankenakten von 7.325 ehemaligen Fußballspielern der ersten und zweiten Italienischen Liga aus den Jahren 1970 bis 2001 ausgewertet. Bei acht Fußballspielern wurde ALS festgestellt. Da die ALS-Prävalenz normalerweise 1,24 in 7.325 beträgt, ergab sich daraus ein 6-fach erhöhtes Risiko für die Fußballer-Kohorte. Das Risiko war umso höher, je länger die Spieler dem Sport nachgingen und wenn sie nach 1980 tätig waren. Basketballspieler und Radfahrer, bei denen die Kohortengröße 1.973 bzw. 1.701 betrug, entwickelten keine ALS. Auch bei Fußball-Profis der britischen Premier League sowie US-Football-Spielern ist eine Häufung von ALS-Erkrankungen beobachtet worden. Warum sich ALS bei Fußballprofis häuft, bleibt mysteriös; neben den Schäden durch zu viele Kopfbälle sind auch Spätfolgen von Doping im Gespräch.

### Fälle
Der polnische Nationalspieler und Bundesliga-Profi Krzysztof Nowak vom VfL Wolfsburg erkrankte im Jahr 2001 an ALS und war innerhalb kürzester Zeit auf den Rollstuhl angewiesen. Nowak musste dadurch als 25-Jähriger seine Fußballkarriere beenden und verstarb 2005 im Alter von 29 Jahren. Manche Wissenschaftler halten die vielen Kopfbälle während des Spielens für die Ursache der ALS-Erkrankung, andere jedoch die Traumata der Extremitäten. Weitere Betroffene sind die italienischen Spieler Armando Segato, Guido Vincenzi, Albano Canazza, Gianluca Signorini, Lauro Minghelli und Stefano Borgonovo.

## Chronisch-traumatische Enzephalopathie (CTE)
CTE stellt eine spezielle Form einer Enzephalopathie dar und wird in der medizinischen Nomenklatur auch Dementia pugilistica, Punch-Drunk-Syndrom, Boxer-Syndrom oder Boxer-Enzephalopathie genannt. Es handelt sich dabei um eine neurale Dysfunktion, die bei Menschen auftritt, wenn sie häufigen Schlägen oder Stößen auf den Kopf ausgesetzt sind. Im Fußball ist dies zum Beispiel bei Kopfbällen und Zusammenstößen mit anderen Spielern sowie beim Aufprall auf den Boden gegeben. Zwar ist die Zahl häufiger Kopfstöße und damit das CTE-Risiko naturgemäß in Kollisionssportarten wie American Football, Boxen, Wrestling und Rugby besonders hoch, aber wiederholte innere Kopfverletzungen werden auch in anderen Sportarten beobachtet, nämlich Fußball, Eishockey, Lacrosse, Skifahren, Karate, Pferdereiten und Fallschirmspringen. Bei den Fällen von CTE, die bis 2009 neuropathologisch bestätigt worden waren, traten 46 (90 %) bei Profisportlern auf.

### Fälle
Bei dem 29-jährigen Fußball-Halbprofi Patrick Grange, der im April 2012 an Amyotropher Lateralsklerose verstarb, wurde im Februar 2014 post mortem CTE der Stufe 2 festgestellt (die höchste Stufe ist 4). Grange war ein Kopfballspezialist gewesen. Er ist der erste Fußballspieler, bei dem CTE diagnostiziert wurde.
Bei Jeff Astle, einem ehemaligen Mittelstürmer des englischen Proficlubs West Bromwich Albion, der zwischen 1964 und 1973 in 361 Spielen 174 Torerfolge verzeichnete und 2002 im Alter von 59 Jahren starb, wurde zunächst Morbus Alzheimer diagnostiziert. Später stellte sich durch die Untersuchung des Glasgower Neuropathologen Dr Willie Stewart jedoch heraus, dass Astle an CTE erkrankt war. Sein Gehirn zeigte außergewöhnlich starke pathologische Veränderungen, stellte Stewart fest: “In terms of head injuries and dementia, in boxers and others that I have seen, it was amongst the worst.” “It was quite a remarkably scarred brain.” Stewart zufolge ist Astles Fall nicht einmalig im Fußball. Die Football Association (FA), der führende englische Fußballverband, führte nach Astles Tod eine zehnjährige Langzeitstudie über die gesundheitlichen Risiken von Kopfbällen durch, konnte aber nach diesen zehn Jahren keine Ergebnisse vorlegen. Aus Protest machen Anhänger von West Brom in der neunten Minute (die Rückennummer Astles) eines Spiels darauf aufmerksam.
Hilderaldo Bellini, ein brasilianischer Fußballnationalspieler, der 1958 die Seleção als Kapitän zum WM-Titel führte, starb 2014. Bellinis Familie stellte das Gehirn des Verstorbenen der medizinischen Alzheimer-Forschung zur Verfügung. Bei den Untersuchungen durch die Neuropathologin Dr Lea T. Grinberg stellte sich heraus, dass Bellini an CTE erkrankt war und nicht an Morbus Alzheimer, wie zunächst vermutet. Bellinis Gehirn zeigte Symptome der Stufe 4, der höchsten Stufe.
In der Premier League wurden mit Beginn der Saison 2014/15 neue Regeln zum Umgang mit Kopfverletzungen eingeführt. Diese sind: "A player suffering a head injury must now leave the pitch. Team managers or coaching staff will no longer decide if a player continues to play and the final decision will be with the club doctor. Home teams in the Premier League must now have a third "tunnel" doctor on match-days to support the work of the doctors for both sides. The "tunnel" doctor will serve as an extra pair of eyes to spot potential concussions and watch TV replays to see the severity of incidents. The FA, in conjunction with the Football League, PFA Professional Footballers’ Association and LMA (League Manager Association), is to launch a campaign aimed at making players and managers at all levels aware of the dangers of head injuries. The Premier League is to employ its own doctor to conduct research and liaise with all 20 club doctors in the league on key medical matters. All Premier League players are to undergo baseline neurological assessments as part of their annual medical check-up to help doctors measure their recovery time if they suffer a concussion."

## Gehirnerschütterungen
Die US-amerikanischen Centers for Disease Control and Prevention (CDC) schätzten 2010, dass jährlich zwischen 1,6 und 3,8 Millionen Gehirnerschütterungen bei Sport und anderen Freizeitbeschäftigungen entstehen. Beim Fußball umfassen Gehirnerschütterungen 2–3 % aller Verletzungen. Damit ist die Rate so hoch wie im American Football (Stand 1997). Im Fußballsport hat ein Spieler pro Spiel typischerweise bis zu zwölf Mal Kopfkontakt mit dem Ball, der eine Geschwindigkeit von 100 km/h erreichen kann.
Nach einer Gehirnerschütterung ist das Risiko für eine weitere erhöht, da danach weniger Beschleunigungsenergie gebraucht wird, um zusätzliche Schäden auszulösen. Ein zweites kleines Trauma kann dadurch fatale Folgen haben, die im englischen Sprachgebrauch Second-Impact-Syndrom (SIS) genannt werden. Längere Regenerationszeiten ohne Sport sind daher absolut angebracht.
Selbst bei Profifußballspielern, in deren Karriere keine Gehirnerschütterung diagnostiziert wurde, ergaben im Jahr 2012 gemeinsame Untersuchungen der Ludwig-Maximilians-Universität mit der Harvard Medical School mithilfe der Diffusionsgewichteten Magnetresonanztomographie Unterschiede in der Integrität der Weißen Substanz der orbitofrontalen Großhirnrinde und im Corpus callosum. Als Vergleichsgruppe dienten Schwimmer, die ebenfalls frei von Gehirnerschütterungen waren. Erklärt werden die Unterschiede durch die größere Zahl von 'subconcussiven' Kopfstößen beim Fußball, also Kopfstößen, die noch keine Gehirnerschütterung auslösen. Die Studie ist wegen der geringen Kohortengrößen (12 Fußballspieler, 11 Schwimmer) mit entsprechender Vorsicht zu interpretieren.
Im College (NCAA Division I) fußballspielende Mädchen scheinen anfälliger für innere Kopfverletzungen zu sein als Jungen, da sie aufgrund ihrer schwächeren Nackenmuskulatur größeren Drehbeschleunigungen ausgesetzt sind. Die Quote der Gehirnerschütterungen unter den Fußball spielenden Mädchen und Frauen ist in Nordamerika doppelt so hoch wie bei Jungen und Männern; amerikaweit gehen die Zahlen jährlich in die Zehntausende. In den USA wurden daher im Jahr 2014 von der American Youth Soccer Organization (AYSO) besorgte Stimmen laut, die darauf hinausliefen, Kindern Kopfbälle beim Fußball zu verbieten. Im Jahr 2015 entschied die United States Soccer Federation (USSF), der offizielle Fußballverband der USA, im US-amerikanischen Jugendfußball das Kopfballspielen ganz oder teilweise zu verbieten. Eltern hatten zuvor eine Sammelklage gegen den Fußballweltverband FIFA und die US-Fußballverbände eingereicht. Kindern unter 11 Jahren ist es untersagt, den Ball zu köpfen, und bei Kindern zwischen 11 und 13 Jahren wird das Kopfballspiel stark eingeschränkt.

Im November 2011 fand in Zürich die ‚4. Internationale Konsenskonferenz zum Thema Gehirnerschütterung im Sport‘ statt. Die FIFA war Mitorganisator und Gastgeber. Auf dieser Konferenz kamen Vertreter des Internationalen Olympischen Komitees, der National Football League, der National Hockey League, des World Rugbys, der Internationalen Eishockey-Föderation, der Fédération Équestre Internationale und der Australian Football League zusammen, um ihre Erfahrungen und neue Ideen zur Prävention, Erkennung und zu Behandlungsmethoden auszutauschen. Das Ziel war, einen gemeinsamen Ansatz für die Behandlung eines Problems, das für Profi- wie für Amateursportler sehr ernste Folgen haben kann, zu finden. Die Neurochirurgin Karen Johnston aus Toronto sagte auf dieser Konferenz:

„Die Wissenschaft hilft uns, immer mehr zu verstehen, dass das Gehirn im Falle einer Gehirnerschütterung gestört ist, und dass es zweifellos zu funktionalen Problemen der Gehirntätigkeit kommt. Sehr oft sehen wir Athleten, die zusätzlich zu ihren Kopfverletzungen Stimmungsschwankungen unterworfen sind und Probleme damit haben, in ihre gewohnte Arbeits- und Sportwelt zurückzukehren.“

Gemäß der FIFA gibt es im Fußball zwei Situationen, in denen der Mannschaftsarzt unaufgefordert, also ohne ein Zeichen des Schiedsrichters, das Spielfeld betreten darf. Zum einen ist dies der Verdacht auf einen plötzlichen Herzstillstand und zum anderen der Verdacht auf eine Kopfverletzung, zum Beispiel eine Gehirnerschütterung. Bei der medizinischen Diagnose entscheidet allein der Arzt, der Trainer hat hier nichts zu sagen.

### Fälle
Der frühere Schweizer Fußball-Nationalspieler und Innenverteidiger Dominique Herr musste zwei Jahre nach der WM-Teilnahme 1994 seine Karriere beenden. Grund waren Gehirnerschütterungen, von denen er insgesamt sieben erlitten hatte. „Das hat sich summiert, und es brauchte immer weniger“, sagt Herr. Pausieren sei damals nicht üblich gewesen, er habe manchmal auch mit Kopfschmerzen trainiert.
2006 erlitt Chelsea-Torhüter Petr Čech im Spiel gegen Reading einen Schädelbasisbruch. Seither trägt er einen Helm und gilt als Stimme jener, die schwere Kopfverletzungen im Fußball fürchten. Nach Čechs Unfall wurde der Notfallplan in der Premier League angepasst.
Im November 2013 wurde in einem Spiel der englischen Premier League der Torhüter Hugo Lloris von Tottenham Hotspur gegen Everton vom gegnerischen Stürmer Romelu Lukaku so hart am Kopf getroffen, dass er kurzzeitig bewusstlos wurde. Sein Teamarzt empfahl einen Wechsel, aber der portugiesische Trainer André Villas-Boas widersetzte sich. Nach dem Spiel sagte er: „Hugo hat einen starken Charakter und ist eine große Persönlichkeit. Daher haben wir beschlossen, ihn auf dem Feld zu lassen.“
Im Februar 2014 wurde der Torhüter Roman Bürki von den Grasshoppers Zürich in einem Spiel in St. Gallen nach einem Tritt des Gegenspielers Kristian Nushi am Kopf getroffen. Etwa 15 Minuten lag Bürki regungslos mit einer Gehirnerschütterung auf dem Rasen, da eine Trage fehlte, die für den Abtransport des Torhüters geeignet war.
Besondere Aufmerksamkeit vor einem breiten Publikum erlangte die Gehirnerschütterung des deutschen Fußballnationalspielers Christoph Kramer im WM-Finale 2014 zwischen Deutschland und Argentinien. Kramers Kopf stieß in der 17. Minute mit der Schulter seines Gegenspielers Ezequiel Garay zusammen. Kramer war nach dem K.o.-Check zunächst bewusstlos und spielte dennoch ab der 20. Minute weiter. Zuvor hatte Kramer aufgrund einer Erinnerungslücke gefragt, welches Spiel denn gerade sei. Schiedsrichter Nicola Rizzoli drängte auf Kramers Auswechslung, die erst in der 31. Minute vollzogen wurde. Kramer kann sich bis heute nicht an die Szene erinnern und auch nicht daran, dass er mehr als 10 Minuten weiterspielte. Ein US-Abgeordneter wandte sich anschließend an die FIFA und schrieb: „Der Umgang der FIFA mit traumatischen Kopfverletzungen ist inakzeptabel.“
Die Spielergewerkschaft FIFPro forderte noch während der WM 2014 die Garantie der FIFA für die Sicherheit der Spieler. Anlass war der Uruguayer Álvaro Pereira, der im Spiel gegen England nach einem Zusammenprall bewusstlos auf dem Rasen lag. Der Teamarzt zeigte an, er müsse ausgewechselt werden. Stattdessen spielte Pereira kurz darauf wieder bis zum Ende der Partie mit, nachdem er gestenreich darauf gedrängt hatte. Ein sehr ähnlicher Fall betraf den Argentinier Javier Mascherano, der im Halbfinale gegen die Niederlande einen Kopf-gegen-Kopf-Aufprall mit Georginio Wijnaldum erlitt. Mascherano spielte bereits zweieinhalb Minuten nach der Kollision weiter und trat auch vier Tage später im Finale gegen Deutschland wieder an.

### Bodenbelag
Gehirnerschütterungen können nicht nur durch Spieler-Spieler-Kontakt entstehen, sondern auch infolge des Kontakts des Kopfes mit dem Boden des Spielfeldes, wenn dieser den Aufprall nicht gut abfedert. Studien in mehreren Sportarten an amerikanischen Highschools ergaben, dass dadurch 15,5 % aller Gehirnerschütterungen zustande kommen. Kunstrasen ist wegen seiner geringen Aufprallverminderung besonders in Verruf geraten, aber wissenschaftliche Untersuchungen führten diesbezüglich zu unterschiedlichen Ergebnissen.

## Trivia
Die 192-malige US-amerikanische Ex-Fußballnationalspielerin und Weltmeisterin Brandi Chastain (* 1968) hat im Jahr 2016 ihr Gehirn der Forschung für postume CTE-Analysen zur Verfügung gestellt. Schon zuvor hatte Chastain sich für ein Verbot von Kopfbällen im Jugendfußball eingesetzt.